# علقمة بن علاثة العامري
علقمة بن علاثة الكلابي كان من أشراف بني ربيعة بن عامر، وكان من المؤلفة قلوبهم، وكان سيدا في قومه، حليما عاقلا،ولم يكن فيه ذاك الكرم  . وهو الذي نافر عامر بن الطفيل.

## نسبه
هو علقمة بن علاثة بن عوف بن الأحوص بن جعفر بن كلاب بن ربيعة بن عامر بن صعصعة الكلابي من بنو عامر بن صعصعة من هوازن، وكان أحد أشراف العرب.

## أخباره
- بعث عليّ بن أبي طالب إلى النبي صَلَّى الله عليه وسلم بذهب من اليمن فقسمها بين أربعة رجال:

عيينة بن حصن والأقرع بن حابس، وعلقمة بن علاثة، وزيد الخير.
- قال الشَّافِعِيّ: حدثني غَيْرُ واحد أنَّ عامر بن الطفيل وعلقمة بن عُلاثة تنافرا؛ فقال علقمة: لا أنافرك على الفروسية؛ أنْتَ أشدُّ بأسًا مني. فقال عامر: لا أنافرك على الكرم، أنتَ رجل سخِيّ. فقال علقمة: لكني موف وأنت غادر، وعفيف وأنتَ عاهر، ووالد وأنت عاقر أي عقيم ليس له ولد.[3]
- قال محمد بن سلمة: كنا يومًا عند رسول الله صَلَّى الله عليه وسلم، فقال: «يا حسان بن ثابت أنشِدْني مِنْ شِعْر الْجَاهِليَّةِ». فأنشده قصيدة الأعشى التي هجا بها عَلْقَمة بن عُلاثة، ومدح عامر بن الطفيل؛ فقال: «يَا حَسَّانُ، لَا تَعُدْ تُنْشِدُنِي هَذِهِ القَصِيدَةِ». فقال: يا رسول الله، تنهاني عن رجل مُشرك مُقيم عند قَيْصر؛ فقال: «إنَّ قَيصَرَ سألَ أبَا سُفْيَانَ عَنّي فَتَنَاوَلَ مِنِّي، وسألَ عَلْقَمَةَ فأحَسَنَ القَوْلَ، فَإنَّ أشْكَرَ النَّاسِ لِلنَّاسِ أشْكَرُهُم لله تَعَالَى».
- ذكر البلاذري أنَّ سبب قدوم علقمة على قيصر أنه بلغه موْتُ أبي عامر الراهب، فقدم هو وكنانة بن عبد ياليل الثقفي في طلب ميراثه، فأعطاه لكنانة لكونه من أهل المدَر، ولم يعطه لعلقمة.
- كان علقمة بن عُلاثة تنافر مع عامر بن الطفيل، فخرج مع عامر: لبيد، والأعشى، ومع علقمة: الحطيئة، فحكَّمَا أبا سفيان بن حرب، فأبى أن يحكم بينهما، فأتَيا عُيْينة بن حِصْن فأبى؛ فأتيا غَيلان بن سلمة الثقفي، فردّهما إلى حرملة بن الأشعري المري، فردهما إلى هرم بن قطبة الفزاري، فلما نزلا به قال: لأفضينَّ بينكما، ولكن في العام المقبل، فانصرفا.

ثم قدما فبعث إلى عامر سرا فقال: أتنافر رجلًا لا تفخر أنتَ وقومك إلا بآبائه، فكيف تكون أنْتَ خيرًا منه؟ فقال: أنشدك الله أنْ تفضله علي، وهذه ناصيتي جزها، واحكم في مالي بما شئت، أو فسو بيني وبينه.
ثم بعث إلى علقمة سرا، فقال: كيف تفاخر رجلًَا هو ابن عمك، وأبوه أبوك، وهو أعظم قومك غناء؟ فقال له كما قال له عامر.
فأرسل هرم إلى بنيه: إني قائل مقالة، فإذا فرغت منا فلينحر أحدكم عن علقمة عشرا، ولينحر آخر عن عامر عشرا، وفرقوا بين الناس.
فلما أصبح قال لهما جهارا: لقد تحاكمتما إلي، وأنتما كركبتي البعير يقعان معا، وكلاكما سيد كريم، ولم يفضل، فانصرفا على ذلك. ومدح الأعشى عامرا، وفضله على علقمة بأبيات مشهورة منها:
سُدْتَ بَنِي الأحْوَصِ لَمْ تَعُدْهُمْ
وَعَامِرٌ سَادَ بَنِي عَامِرِ
فنذر علقمة دمَ الأعشى، فاتفق أنه ظفِر به، فأنشد قصيدة نقض بها الأولى يقول فيها:
عَلْقَمُ يَا خَيْرَ بَنِي عَامِرٍ
لِلضَّيفِ وَالصَّاحِبِ وَالزَّائِرِ
وقال لَبِيدٌ: لئن مَنَنْتَ عليّ لأمدحنك بكل بيت هجوتك به قصيدة، فأطلقه.
وقال عمر بن الخطاب لهرم بن قطبة: مَنْ كنت تفضل لو فضلت؟ فقال: لو قلت ذلك لعادت جذعة. فقال عمر: نعم مستودع أنت مثل هذا، فلتسوده العشيرة.
- قال هِشَامُ بْنُ الكَلْبِيِّ: حدثني جعفر بن كلاب أنَّ عمر بن الخطاب ولى علقمة حوران فنزلها إلى أن مات، وخرج إليه الحطيئة فوجده قد مات وأوصى له بجائزة، فرثاه بقصيدة منها:

فَمَا كَانَ بَيْنِي لَوْ لَقِيتُكَ سَالِمًا
وَبَيْنَ الغِنَى إلَّا لَيَالٍ قَـــلَائِلُُُ
لَعَمْرِي لَنِعْمَ المَرْءِ مِنْ آلِ جَعْفَرٍ
بِحَوْرَانَ أمْسَى أدْرَكَتْهُ الحَبَائِلُ
فقال للحطيئة أحد أبناء علقمة: كم ظننت أن أبي يعطيك؟ قال: مائة ناقة. قال: فلك مائة ناقة يتبعها أولادها.
- قال أبُو عبيدة: شرب علقمة الخمر، فحدّه عُمر، فارتد، ولحق بالروم، فأكرمه ملك الروم، وقال: أنت ابْنُ عم عامر بن الطفيل! فغضب. وقال: لا أراني أعرف إلا بعامر؛ فرجع وأسلم.
- قال عبد الله بن عمر بن الخطاب بينما النبي صلى الله عليه وسلم يتسحر، فلما فرغ من سحوره، جاء علقمة بن علاثة الكلابي فدخل عليه، فدعا له النبي صلى الله عليه وسلم برأس، فبينما هو يأكل إذ جاءه بلال بن رباح يؤذن فقال النبي رويدك يابلال حتى يفرغ علقمة من سحوره .

## منافرته الشهيرة مع عامر بن الطفيل[3]
أول ما هاج النفار بين عامر بن الطفيل وعلقمة بن علاثة (وهم أبناء عمومة) أن علقمة كان قاعدا ذات يوم يتبول، فبصر به عامر بن الطفيل .
فقال عامر بن الطفيل: لم أرى كاليوم عورة أقبح من عورة هذا الرجل .
فقال علقمة بن علاثة أما والله ما وثبت على جارتها، ولا تنازل كِناتها _ يقصد عامر _ .
فقال عامر وما أنت والقروم؟ (القروم سادة القوم) والله لفرس أبي حيوة أذكر من أبيك وفحل أبي غيهب أعظم ذكرا منك في نجد .
فقال علقمة أما فرسكم فغارة، وأما فحلكم فعارة، ولكن إن شئت نافرتك .
فقال عامر قد شئت، ثم قال عامر: والله لأنا أكرم منك حسبا، وأثبت منك نسبا، وأطول منك قصبا .
فقال علقمة لأنا خير منك ليلا ونهارا .
فقال عامر لأنا أحب إلى نسائك أن أصبح فيهن منك وأنافرك على أني أنحر منك للقاح وخير منك في الصباح وأطعم منك في السنة الشياح .
فقال علقمة أنت رجل تقاتل، والناس يزعمون أني جبان، ولأن تلقى العدو وأنا أمامك أعز أن تلقاهم وأنا خلفك، وأنت جواد، والناس يزعمون أني بخيل، ولست كذلك، ولكن أنافرك أني خير منك أثرا (أي عقبا) وأحد منك بصرا، وأعز منك نفرا، وأشرف منك ذكرا .
فقال عامر : ابن لابني الأحوص (يقصد قوم علقمة) فضل على بني مالك (يقصد قومه) في العدد، وبصري ناقص، وبصرك صحيح ولكني أنافرك على أني أنشر منك أُمة، وأطول منك قمة، وأحسن منك لمة، وأجعد منك جمة، وأبعد منك همة .
فقال علقمة : أنت رجل جسيم، وأنا رجل قضيف (أي نحيف), وأنت جميل، وأنا قبيح، ولكني أنافرك بآبائي وأعمامي .
فقال عامر : آباؤك أعمامي ولم أكن لأنافرك بهم ولكني أنافرك أني خير منك عقبا وأطعم منك في السنة جدبا .
فقال علقمة : قد علمت أن لك عقبا في العشيرة، وقد أطعمت طيئا إذا سارت، ولكني أنافرك أني خير منك، وأولى بالخيرات منك، وقد أكثرنا المراجعة منذ اليوم .
ثم خرجت أم عامر بن الطفيل، وكانت تسمع كلامهما،
فقالت : يا عامر، نافره إيكما أولى بالخيرات .
قال عامر : والله لأنا أركب منك في الحماة، وأقتل منك للكماة، وخير منك للمولى والمولاة .
فقال علقمة : والله إني لبر ٌ وإنك لفاجر، وإني لوفي وإنك لغادر، ففيما تفاخرني يا عامر ؟! .
فقال عامر : والله إني لأنزل منك للقفرة، وأنحر منك للبكرة، وأطعم منك للهبرة، وأطعن منك للنثرة .
فقال علقمة : والله إنك لكليل البصر، نكد النظر، وثاب على جارتك بالسحر .
فقال بنو خالد بن جعفر لعلقمة (وهم أبناء عمومة علقمة وعامر ولكنهم يميلون لبني الأحوص قوم علقمة على بني مالك بن جعفر قوم عامر) لن تطيق عامر ولكن قل له أنافرك بخيرنا وأقربنا لللخيرات .
فقال علقمة ذلك لعامر بن الطفيل .
فقال عامر : عنز وتيس، وتيس وعنز، (فذهبت مثلا)
ثم تنافرا على مئة من الإبل إلى مئة من الإبل تعطى الحكم بينهما، أيهما نفر عليه صاحبه أخرجها، فتنافرا إلى أبي سفيان ابن حرب بن أمية، فلم يقل بينهما شيئا، وكره ذلك لمكانتهما، ومكانة عشيرتهما، وقال : أنتما كركبتي البعير الأدرم، فقالا : فأينا اليمين ؟ فقال : كلاكما يمين، وأبى أن يقضي بينهما، فانطلقا إلى أبي جهل بن هشام، فأبى أن يحكم بينهما، ثم أتيا إلى عيينة بن حصن (وهو سيد فزارة من غطفان) فأبى أن يقول بينهما شيئا، فأتيا غيلان ابن سلمة بن متعب الثقفي، فردهما إلى حرملة بن الأشعر المري، فردهما إلى هرم بن قطبة بن سنان بن عمرو الفزاري، فانطلقا حتى نزلا به، وقال بشر ابن حبان بن سلمى : أنهما ساقا الإبل حتى أتنت وأربعت ولا يأتيان أحدا إلا هاب أن يقضي بينهما، فقال لهم هرم لما أتوه : لعمري لأحكمن بينكما، ثم لأفصلن، ثم لست أثق بأحد منكما، فأعطياني موثقا أطمئن إليه، أن ترضيا بما أقول، وتسلما لما قضيت بينكما، فعاهدوه على ذلك، فأمرهما بالانصراف، فخرج / علقمة ببني الأحوص فلم يتخلف منهم أحد ومعهم القباب والجزر والقدور، وينحرون في كل منزل ويطعمون، وجمع عامر قومه بني مالك فقال : إنما تخاطرون عن أحسابكم فأجابوه وساروا معه، ثم أقاموا أياما في مقر الاحتكام عند هرم بن قطبة، فأرسل هرم إلى عامر فأتاه سرا لا يعلم به علقمة، فقال له : ياعامر، قد كنت أرى لك رأيا وأن فيك خيرا، وما حسبتك هذه الأيام إلا لتنصرف عن صاحبك، أتنافر رجلا لا تفخر أنت وقومك إلا بآبائه ؟! فما الذي أنت به خير منه ؟! فقال / عامر : نشدتك الله والرحم أن لا تفضل علي علقمة، فوالله لئن فعلت لا أفلح بعدها أبدا، هذه ناصيتي فأجززها، واحتكم في مالي فإن كنت لا بد فاعلا فسوي بيني وبينه .
فقال له هرم: انصرف فسوف أرى رأيي، فخرج عامر وهو لا يشك أنه سينفره عليه (أي سينفر علقمة عليه) ثم أرسل هرم إلى علقمة سرا لا يعلم به عامر، فأتاه، فقال له : يا علقمة والله أني كنت أرى فيك خيرا، وأن لك رأيا، أتفاخر رجلا هو ابن عمك في النسب وأبوه أبوك، وهو مع هذا أعظم قومك غناءً، وأحمدهم عاقبة ؟! فما الذي أنت به خير منه ؟
فقال له علقمة : نشدتك الله والرحم أن لا تنفّر علي عامرا، أجزز ناصيتي واحتكم في مالي وإن كنت لا بد فاعلا فسوّ بيني وبينه، فقال له : انصرف فسوف أرى رأيي، فخرج وهو لا يشك أنه سيفضل عليه عامرا .
ويروى أن هرم بن قطبة قال لعامر حين دعاه : ياعامر، كيف تفاضل علقمة .
فقال عامر : ولم ياهرم ؟ فقال له : لأنه أنجل منك عينا في النساء، وأكثر منك نفيرا عند ثورة الدعاء (يقصد الفزع للمعركه والقتال).
قال عامر : هل غير هذا ؟ قال : نعم هو أكثر منك نائلا في الثراء، وأعظم منك حقيقة عند الدعاء .
ثم قال لعلقمة : كيف تفاضل عامر، فقال علقمة : ولم ياهرم ؟ فقال هرم : لأنه أنفذ منك لسانا، وأمضى منك سنانا، فقال علقمة، فهل غير هذا، فقال نعم : هو أقتل منك للكماة، وأفك منك للعناة .
ولما أصبح القوم توافدوا إلى هرم وهو في مجلسه، وأقبل الناس، ثم قام هرم وقال : يا بني جعفر، قد تحاكمتما عندي، وأنتما كركبتي البعير الأدرم تقعان معا، وليس فيكما أحدٌ إلا وفيه ماليس في صاحبه، وكلاكما سيد كريم . وانتهت المنافرة

## وفاته
استعمله عمر بن الخطاب على حوران وتوفي فيها سنة 20هـ.

## المرجع
- تاريخ الطبري
- البداية والنهاية
- كتاب : معرفة الصحابة